# آلفين غاريت
آلفين غاريت (بالإنجليزية: Alvin Garrett)‏ هو لاعب كرة قدم أمريكية أمريكي، ولد في 1 أكتوبر 1956 في مينيرال ويلز في الولايات المتحدة.

## وصلات خارجية
- آلفين غاريت على موقع مرجع كرة القدم المحترفة.كوم (الإنجليزية)